# Флористика (дизайн)

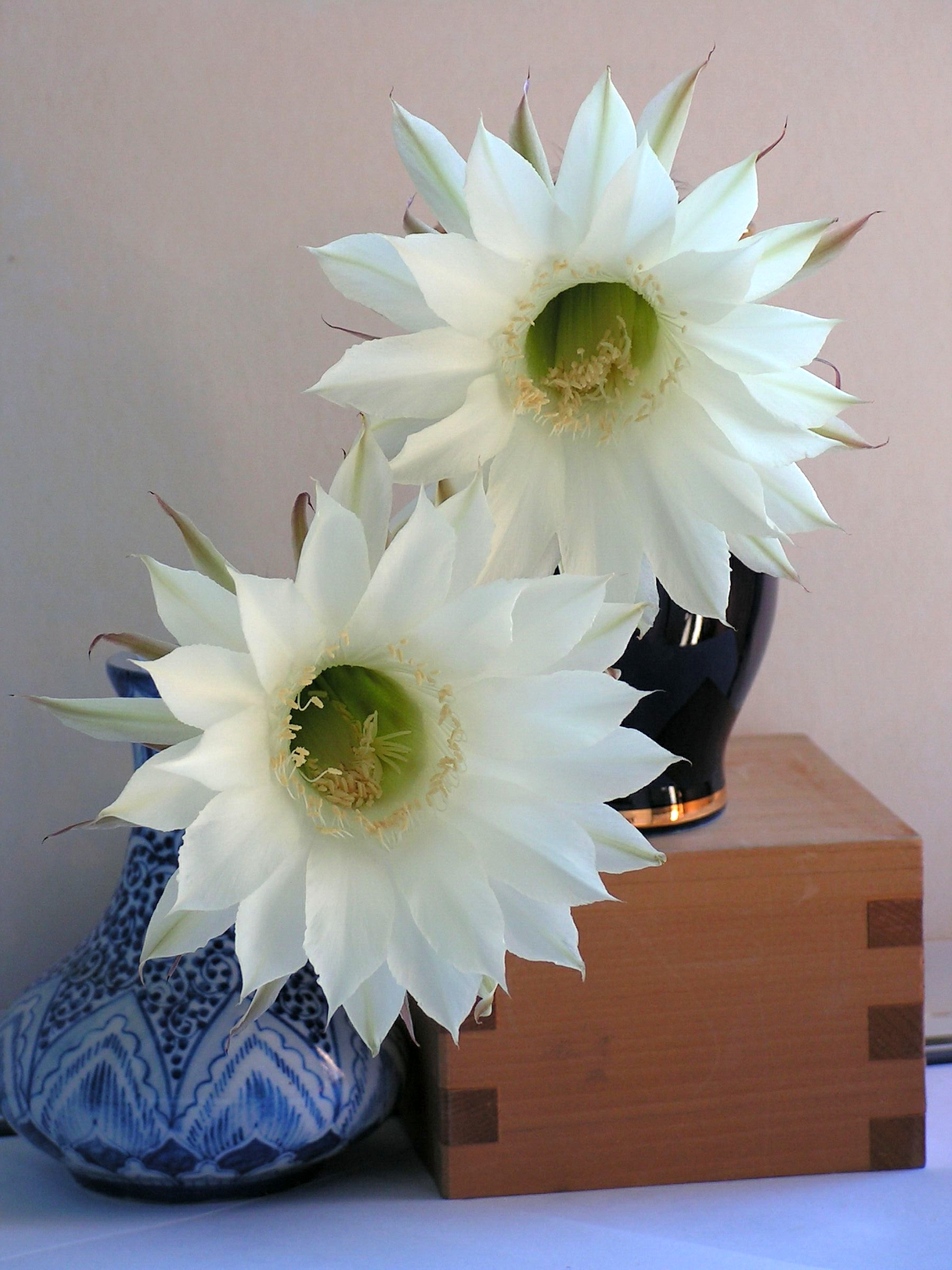
Флористическая композиция с эхинопсисами

Флористика (от лат. flora), или Флористический дизайн (англ. Floral design) — разновидность декоративно-прикладного искусства и дизайна; создание флористических работ (букетов, композиций, панно, коллажей) из разнообразных природных материалов (цветков, листьев, трав, плодов и т. д.), которые могут быть живыми, сухими или консервированными.

## История флористики

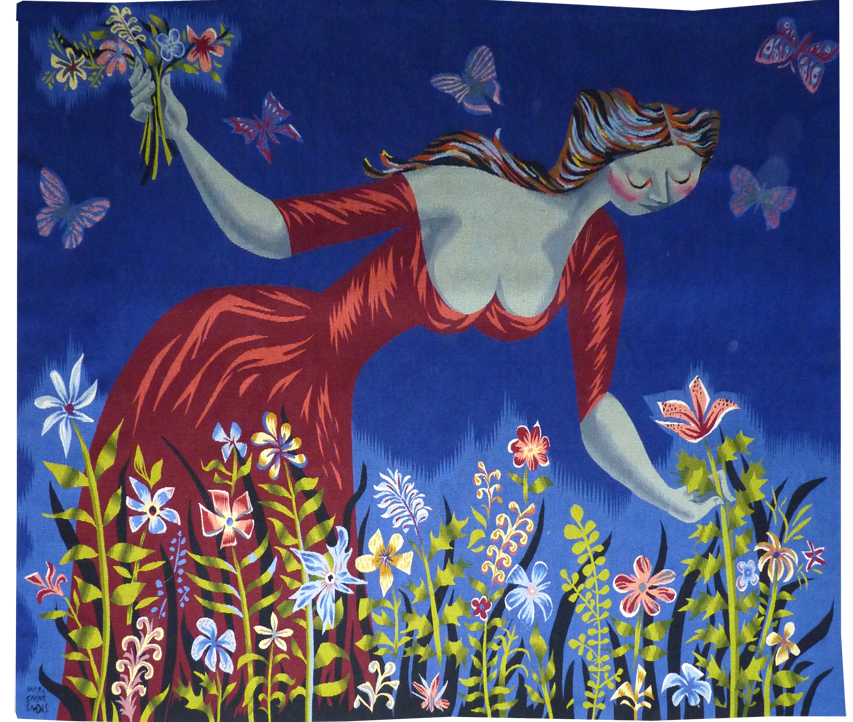
Le Bouquet, Марка Сен-Санса 1951 года входит в число лучших и наиболее представительных французских гобеленов тысяча девятьсот пятидесятых годов. Это дань пристрастию Сен-Санса к природным сценам и деревенской жизни.

Флористика, как род занятий существует с античных времён, а сама профессия появилась на рубеже XX—XXI веков. На Руси цветочный орнамент появился в конце X века. В средние века цветы были видны на иконах. С XVII века боярские дворы стали украшаться цветочными орнаментами. В XVIII веке с появлением отопления появились цветы в горшках. Стало особо популярно в начале XXI века украшать цветами различные торжественные мероприятия.

## Виды флористических работ
- Букет.
- Свадебный букет.
- Композиция.
- Нательные украшения.
- Флористический венок.
- Коллажи, панно, ширмы.
- Гирлянда.
- Флористический объект.
- Сухой букет.

## Основные стили флористики
У многих народов есть свой стиль компоновки цветов. Это зависит от доступности цветов и культуры страны.
Икебана
Икебана — это стиль флористического дизайна, зародившийся в Японии. Икебана, наиболее известна своей простотой линий и форм, представляет собой стиль дизайна, в основном практикуемый для личного наслаждения. Букет оформленный в стиле "Икебана" обязательно асимметричен, в него могут входить не только цветы, но и высохшие веточки, стебли, листья, ягоды, фрукты, виноград, засушенные цветы и травы, а также муляжи и искусственные цветы. Икебана должна представлять собой единую композицию вместе с формой вазы, сочетаться с материалами и цветом. Она имеет три части мировоззрения: небо, человек и земля.
Английский стиль
«Английский сад» — это традиционно английская форма цветочного дизайна. Букет состоит из стеблей, расположенных по кругу, и отличается обильным использованием сезонных цветов и листвы. Эти конструкции часто выполняются в виде низких округлых кустовых форм или более высоких композиций, растения которых направлены во все стороны (360 °) и включают в себя садовые цветы, такие как розы, гардении, камелии, дельфиниумы и пионы. Цветы обычно располагаются с минимальным пространством между ними, а листва используется для выделения цветов, поскольку они являются главным объектом внимания.
Модерн/Европейский стиль
Композиция в европейском стиле выстраивается по принципу: четкие линии, минимум материалов, максимум естественности. Чаще всего в таких композициях используются растения с изогнутыми или длинными стеблями, а элементы располагаются асимметрично. В компоновке обычно используется негативное пространство и асимметричное размещение материалов. Стиль противопоставляется традиционным круговым компоновкам, таким как английский сад. Европейский стиль отличается игрой пространства, используемого между каждым цветком, которая часто бывает драматичной, игрой цвета и различных текстур, которая может быть довольно неожиданной.
Состав букетов в европейском стиле часто включает уникальные, экзотические или тропические цветы, такие как райская птица, орхидеи, антуриум, протея и другие экзотические растения, но также могут использоваться более распространенные цветы, такие как розы, герберы и лилии.
Современный/Голландский стиль
«Голландский сад» включает в себя современный и линейный стиль. В голландском дизайне используется много разных видов декоративной зелени, которые используются естественным образом. Аранжировка в стиле «Голландский сад», созданная в начале 1980-х годов, является хорошим примером компоновки в голландском стиле. В этих конструкциях используются камни, кора и мох.

## Техники сборки букетов
Стили флористики означают впечатление от работы (так трактуют это в школе Weihenstephan).
По прошествии времени флористические техники менялись, появлялись новые, потом опять возвращались к старым. Теперь наступило время, когда смешиваются различные техники, пропадают границы между техниками. Но чтобы знать, что и как объединять, необходимо хорошо ориентироваться в основных техниках. Выделение которых в современной флористике является спорной темой для разных школ. В то время как одни признают только две техники, другие называют три, а то и четыре. Чаще всего встречается деление на три техники сборки букетов:
- декоративный стиль, использует искусственные материалы (композиции выполненные в этом стиле содержат большое количество растений;традиционные изделия венок, гирлянда и сложный, структурный букет;
- вегетативный стиль, использует природные материалы;
- форма-линейный стиль, цветочные композиции представлены различными формами. Формой могут быть не только шар, куб и другие геометрические тела, но и плоскость листа.

Петер Асманн выделял четыре стиля: кроме вышеперечисленных трёх — параллельный стиль. Впоследствии этот стиль вынуждены были перенести в категорию расположений линий растительного материала.
Грегор Лерш выделяет два стиля: вегетативный и декоративный.
Латвийская школа флористики выделяет шесть стилей флористики. Наряду с декоративным и вегетативным стилями, обозначены также декоративный в форме, линеарно-формальный, стиль-форма и прозрачный стиль.

## Флористические техники
- Первичные и вторичные техники: связывание, работа с проволокой, крепление зажимом, работа с клеем, крепление, подвешивание и др.
- Декоративные техники: нанизывание, наслаивание, плетение, связывание в узел, расщепление, скручивание, свивание, обматывание, вплетение и др.
- Защитные и сохраняющие техники: изолирование / защита[4].

## Специализации
- Событийная флористика
- Интерьерная флористика
- Свадебная флористика
- Дизайн букетов